# Selena Millares
Selena Millares (Las Palmas, 1 de diciembre de 1963) es una escritora y filóloga española.

## Trayectoria
Nació en Las Palmas de Gran Canaria, y estudió Literatura Hispánica en la Universidad Complutense de Madrid donde fue discípula de Antonio Prieto y Carlos Bousoño. Allí se doctoró con una tesis sobre Pablo Neruda y la tradición poética (Whitman, Quevedo). Desde 1996 es profesora de Literatura Hispanoamericana en la Universidad Autónoma de Madrid. Ha trabajado en diversas universidades de Europa y América, y ha residido en ciudades como Minneapolis, París, Berlín, Santiago de Chile y Alghero. Desde 2017 es miembro correspondiente de la Academia Chilena de la Lengua. 
Es autora de obras de ensayo y de creación (poesía, narrativa, pintura), que proponen un diálogo interdisciplinar y un regreso al humanismo originario, con su concepción integral del arte y el pensamiento. En 2013 recibe el Premio Internacional de Poesía Città di Sassari (Italia), y en 2014 es galardonada con el Premio Internacional de Literatura Antonio Machado (Collioure) por El faro y la noche, una novela configurada como un sistema de cajas chinas o muñecas rusas, de relatos dentro de relatos, que habla de la dialéctica entre la violencia, la libertad y el arte, y de la ética de la resistencia, a través de personajes ficticios y también históricos, como Klee, Goya y Nerval, o Josefina de la Torre, Juan García Corredera y Agustín Millares Torres.
El faro y la noche es un tributo al mar y las islas, y forma un díptico con La isla del fin del mundo, que transcurre en la época de los grandes veleros, y por la que pululan marinos, contrabandistas, librepensadores, inquisidores y alquimistas. En un siglo XXI poblado de distopías y visiones apocalípticas, la obra vuelve sobre la idea de la libertad y de la utopía, para afirmar que aún es posible como sueño y como búsqueda, aunque sea a través de gestos quijotescos e inútiles.
Es también autora de ensayos sobre muy diversos escritores de las letras hispánicas y de los poemarios Páginas de arena, Cuadernos de Sassari y Sueños del goliardo. Ha participado con sus versos en antologías, revistas, talleres, recitales y exposiciones de arte en distintos países. En 2023 da a la luz los relatos de Matrioska, sobre mujer y violencia, y el poemario Lámpara de madrugada, que incluye los versos y fotopoemas de Ángeles y cosas y la serie antológica A contraolvido. Colabora además con medios como InfoLibre.

## Premios y distinciones
- 2013, Premio Internacional de Poesía Ciudad de Sassari, Italia.
- 2014, Premio Internacional de Literatura Antonio Machado, Collioure, Francia.[3]
- 2017, Miembro Correspondiente de la Academia Chilena de la Lengua, Chile.[4]

## Obras (selección)

### Creación
- Páginas de arena / Pages of sand (bilingüe, poesía), trad. C. Reyes, Oregón, Trask House, 2003
- Sueños del goliardo. Poemas pintados 2004-2013, Madrid, Cuadernos La Corrala, 2013.[5][6] Con un poema de Jorge Riechmann
- Cuadernos de Sassari / Quaderni di Sassari (bilingüe, poesía), trad. D. Cusato, Messina, Lippolis, 2013
- Isla y sueño (catálogo de pintura), Las Palmas, Centro de Artes Plásticas, 2014. Con prólogo de Juan Carlos Mestre
- El faro y la noche (novela), Barcelona, Barataria, 2015[7][8][9][10]
- La isla del fin del mundo (novela), Barcelona, Barataria, 2018[11][12][13][14][15]
- Lámpara de madrugada (poemario), Madrid, El sastre de Apollinaire, 2022[16]
- Matrioska (relatos), Madrid, El sastre de Apollinaire, 2023. Con prólogo de María José Bruña[17]

- Colaboraciones en obras colectivas:             
  - 11M. Poemas contra el olvido, Madrid, Bartleby, 2004
  - Not a Rose, Milán, Charta, 2012
  - Poems of Love & Madness, Washington, Lynx House Press, 2013
  - Estos días azules y este sol de la infancia. Poemas para Antonio Machado, Madrid, Visor, 2018

### Ensayo
- La maldición de Scheherazade, Roma, Bulzoni, 1997
- Rondas a las letras de Hispanoamérica, Madrid, Edinumen, 1999
- Alejo Carpentier, Madrid, Síntesis, 2004
- Neruda: el fuego y la fragua, Salamanca, Universidad de Salamanca, 2008
- Fábulas de tiempo y agua, catálogo Domus Omnia Sió de Antón Lamazares, Barcelona, Galería Trama, 2009.
- La revolución secreta, Tenerife, Idea, 2010
- De Vallejo a Gelman, Alicante, Universidad de Alicante, 2011
- Prosas hispánicas de vanguardia, Madrid, Cátedra, 2013
- El huracán y el silencio. Escritoras del siglo XXI, Madrid, Mercurio, 2022

### Ediciones y prólogos
- El Señor Presidente de Miguel Ángel Asturias, Madrid, Anaya & Mario Muchnik, 1995
- Poetas de Hispanoamérica, Madrid, McGraw-Hill, 1997
- El lugar sin límites de José Donoso, Madrid, Cátedra, 1999
- Obra poética de José Asunción Silva, Madrid, Hiperión, 2002
- Antología general de Pablo Neruda, coord. Hernán Loyola, Madrid, Alfaguara, 2010
- Poesía centroamericana y puertorriqueña. Antología esencial Archivado el 28 de noviembre de 2020 en Wayback Machine., Madrid, Visor, 2013
- En pie de prosa, Madrid, Iberoamericana, 2014
- Diálogo de las artes en las vanguardias hispánicas, Madrid, Iberoamericana, 2017
- La vanguardia y su huella, Madrid, Iberoamericana, 2020